# Аэндор

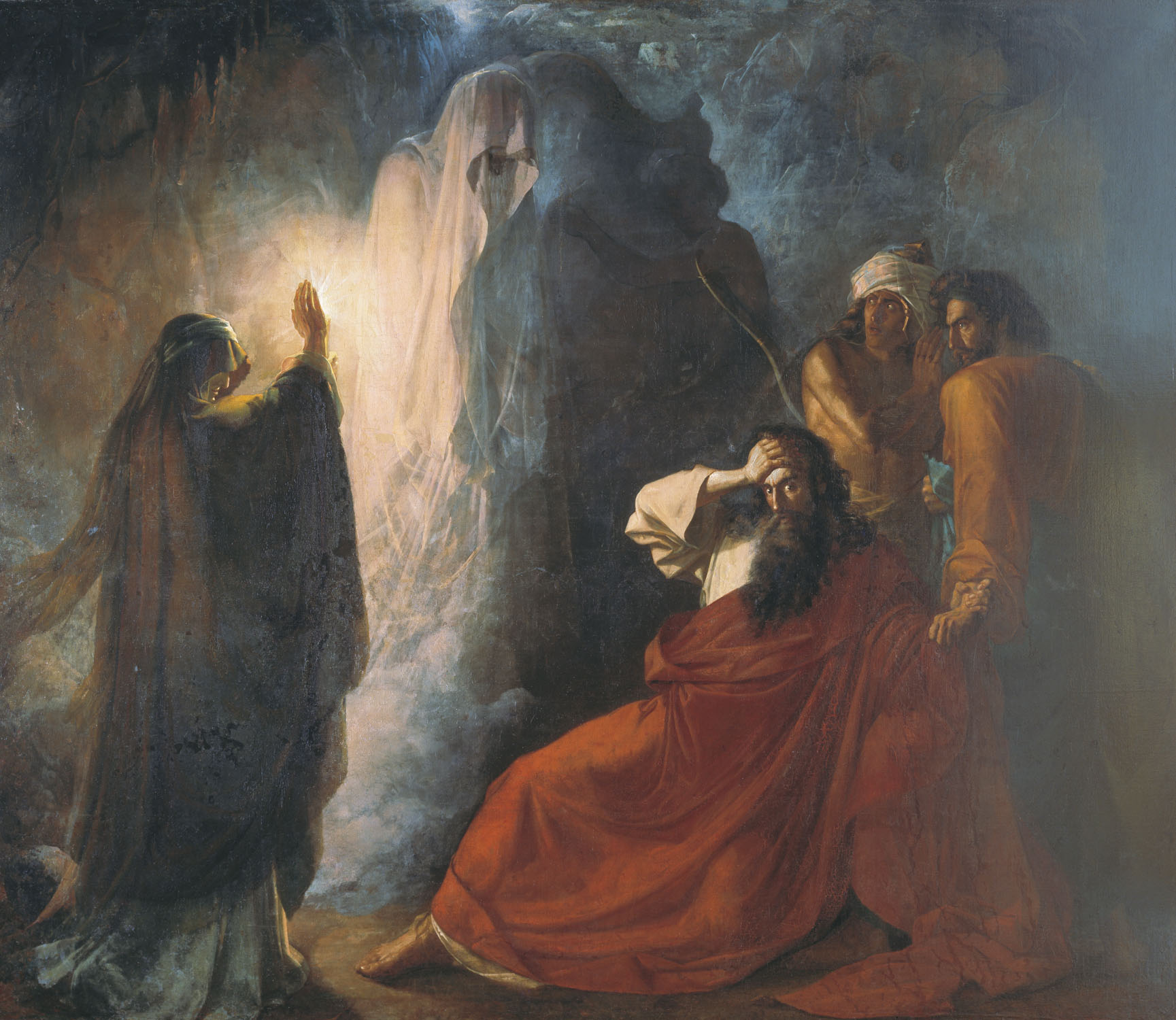
Аэндорская волшебница вызывает тень Самуила (худ. Мартынов Д. Н., 1857)

Аэндо́р (ивр. עין דור‎ — «источник Дора», греч. Αενδώρ) — древнее селение в Нижней Галилее (Израиль) между горами Фавор и Малый Ермон в Изреельской долине, примерно в 8 км к югу от Фавора и 11 км к юго-востоку от Назарета. Известно по ряду библейских сюжетов. В настоящее время не существует, рядом с его руинами расположена деревня Эйн-Дор.
Впервые упоминается в Библии при описании сражения израильтян под предводительством Деворы и Варака с войском царя Асора Иавина (Суд. 4:12-16), которое завершилось победой евреев (Пс. 82:10-11). Основным сюжетом, связанным с Аэндором, является рассказ Первой книги Царств о посещении царём Саулом перед битвой с филистимлянами Аэндорской волшебницы, вызвавшей по его просьбе дух пророка Самуила (1Цар. 28:7-19). В окрестностях Эйн-Дора находится скальная пещера, которую считают тем местом, где произошло это событие.